# Hide from the Sun
Hide from the Sun è il sesto album in studio del gruppo musicale finlandese The Rasmus, pubblicato il 12 settembre 2005 dalla Playground Music Scandinavia.

## Tracce
Testi e musiche di The Rasmus.
1. Shot – 4:18
2. Night After Night (Out of the Shadows) – 3:44
3. No Fear – 4:07
4. Lucifer's Angel – 4:01
5. Last Generation – 4:03
6. Dead Promises – 3:39
7. Immortal – 4:57
8. Sail Away – 3:49
9. Keep Your Heart Broken – 3:55
10. Heart of Misery – 3:27
11. Don't Let Go – 4:51

Traccia bonus nell'edizione limitata
1. Dancer in the Dark – 3:28

Traccia bonus nell'edizione britannica
1. Open My Eyes – 3:48

Tracce bonus nell'edizione giapponese
1. Trigger – 2:47
2. No Fear (Vrenna Remix) – 3:42

Tracce bonus nell'edizione statunitense
1. Dancer in the Dark – 3:28
2. Open My Eyes – 3:48
3. Trigger – 2:47
4. No Fear (Vrenna Remix) – 3:40
5. Sail Away (Benztown Remix) – 5:34
6. Lucifer's Angel (Acoustic) – 3:47

## Formazione
Gruppo
- Lauri Ylönen – voce
- Pauli Rantasalmi – chitarra
- Eero Heinonen – basso
- Aki Hakala – batteria

Produzione
- Mikael Nord Andersson – produzione, registrazione
- Martin Hansen – produzione, registrazione, missaggio
- Leif Allansson – missaggio
- Claes Persson – mastering

## Classifiche
| Classifica (2005) | Posizione massima |
| ----------------- | ----------------- |
| Austria           | 4                 |
| Belgio (Fiandre)  | 45                |
| Belgio (Vallonia) | 35                |
| Finlandia         | 1                 |
| Francia           | 29                |
| Germania          | 3                 |
| Italia            | 18                |
| Paesi Bassi       | 27                |
| Regno Unito       | 65                |
| Spagna            | 23                |
| Svezia            | 16                |
| Svizzera          | 5                 |